# МВ Транспорт Пряшів
МВ Транспорт Пряшів (словац. HC MV Transport Prešov) — хокейний клуб з міста Пряшів, Словаччина. Заснований у 2021 році.

## Історія
Клуб засновано в місті Пряшів 2021 року, після того як «Пряшів Пінгвінс» оголосив про розпуск свого клубу.
Новостворений хокейний клуб замінив команду ХК 07 Детва в Словацькій екстралізі у сезоні 2021–22 років. Основу команди склали гравці «Детви», головним тренером клубу став Ернест Бокрош. Остаточну крапку в переїзді детвянського клубу до Пряшіва поставила Федерація хокею Словаччини хоча це була лише формальність.
Власник детвянського клубу Роберт Люптак таким чином переніс ліцензію команди з одного міста до іншого, а також зберіг склад клубу. Першим капітаном нової команди став Марек Заграпан, який перейшов з клубу «Попрад».
За підсумками першого сезону команда вийшла до плей-оф, де у чвертьфіналі поступилась столичному «Словану».
У другому сезоні в екстралізі пряшівці посіли останнє місце та вибули до першої ліги.
У 2023 році клуб змінив назву на «Пряшів 21».

## Домашня арена
«Арена Пряшів» домашній стадіон клубу, відкрита в 1967 році. Арена вміщує 3600 глядачів.